# Rímuš
Rímuš (𒌷𒈬𒍑 Ri-mu-uš) byl druhým králem Akkadské říše. Byl synem Sargona Akkadského a královny Tašlultum. Jeho nástupcem se stal vlastní bratr Maništúšu, a zároveň byl strýcem Narám-Sína Akkadského, pozdějšího nejmocnějšího krále celé akkadské dynastie.
Podle jeho zápisků čelil rozsáhlým vzpourám, a za své vlády musel dobýt rebelující města Ur, Umma, Adab, Lagaš, Der, a Kazallu. Další prameny poukazují na vítězná tažení proti Elamské říši a Barachše.